# Буду
Буду (фр. Boudou) насеље је и општина у јужној Француској у региону Миди Пирене, у департману Тарн и Гарона која припада префектури Кастелсаразен.
По подацима из 2011. године у општини је живело 689 становника, а густина насељености је износила 56,02 становника/km². Општина се простире на површини од 12,3 km². Налази се на средњој надморској висини од 176 метара (максималној 194 m, а минималној 62 m).

## Демографија
| 1962. | 1968. | 1975. | 1982. | 1990. | 1999. | 2011. |
| ----- | ----- | ----- | ----- | ----- | ----- | ----- |
| 477   | 514   | 461   | 489   | 540   | 575   | 689   |

График промене броја становника у току последњих година